# Ducetia
Ducetia is een geslacht van rechtvleugeligen uit de familie sabelsprinkhanen (Tettigoniidae). De wetenschappelijke naam van dit geslacht is voor het eerst geldig gepubliceerd in 1874 door Stål.

## Soorten
Het geslacht Ducetia omvat de volgende soorten:
- Ducetia attenuata Xia & Liu, 1990
- Ducetia biramosa Karsch, 1889
- Ducetia boninensis Ishikawa, 1987
- Ducetia borealis Gorochov & Kang, 2002
- Ducetia ceylanica Brunner von Wattenwyl, 1878
- Ducetia chelocerca Ragge, 1961
- Ducetia costata Ragge, 1961
- Ducetia crosskeyi Ragge, 1961
- Ducetia crypteria Karsch, 1896
- Ducetia dichotoma Ingrisch & Shishodia, 1998
- Ducetia furcata Ragge, 1961
- Ducetia fuscopunctata Chopard, 1954
- Ducetia inerma Farooqi, Ahmed & Usmani, 2021
- Ducetia japonica Thunberg, 1815
- Ducetia javanica Brunner von Wattenwyl, 1891
- Ducetia levatiala Ragge, 1980
- Ducetia loosi Griffini, 1908
- Ducetia macrocerca Ragge, 1961
- Ducetia parva Ragge, 1961
- Ducetia punctata Schulthess Schindler, 1898
- Ducetia punctipennis Gerstaecker, 1869
- Ducetia ramulosa Ragge, 1961
- Ducetia ruspolii Schulthess Schindler, 1898
- Ducetia sagitta Ragge, 1961
- Ducetia spatula Ragge, 1961
- Ducetia spina Chang, Lu & Shi, 2003
- Ducetia strelkovi Gorochov & Storozhenko, 1993
- Ducetia triramosa Ingrisch, 1990
- Ducetia unzenensis Yamasaki, 1983
- Ducetia vitriala Ragge, 1961
- Ducetia zagulajevi Gorochov, 2001
- Ducetia zhengi Chang & Shi, 1999